# Йохан Фридрих Блуменбах
Йохан Фридрих <ref>Блуменбах (на немски: Johann Friedrich Blumenbach) е германски физиолог и анатом.
Той е сред първите, приложили методите на сравнителната анатомия към хората и често е наричан баща на физическата антропология. Блуменбах предлага и една от първите класификации на човешките раси.

## Биография
Йохан Блуменбах е роден на 11 май 1752 г. в Гота, Саксония-Гота. През 1775 г. завършва медицина в Йенския университет, като дипломната му работа „За естествените разновидности на човешкия род“ („De generis humani varietate nativa“) става един от най-влиятелните трудове в развитието на концепцията за расите. На базата на краниометричен анализ, той разделя човешкия вид на пет раси: европеидна (бяла), монголоидна (жълта), малайска (кафява), негроидна (черна) и американска (червена).
През 1776 г. Блуменбах става преподавател по медицина в Гьотингенския университет, а от 1778 г. е редовен професор. Той остава в Гьотинген до края на живота си през 1840 г.